# Стив Новак
Стив Новак (енгл. Steve Novak; Либертивил, Илиноис, 13. јун 1983) је бивши амерички кошаркаш. Играо је на позицијама крила и крилног центра.